# Denisse Fajardo
Denisse Fajardo (Lima, 1 de julio de 1964) es una exvoleibolista peruana.

## Biografía
Fajardo nació en Lima el 1 de julio de 1964. Representando a su selección nacional obtuvo el subcampeonato del mundial de  Perú 1982, el cuarto puesto en los Juegos Olímpicos de Los Ángeles 1984 y la medalla de plata en los Juegos Olímpicos de Seúl 1988. 
Se caracterizaba muy aparte por su espectacular salto que la hacía llegar a un tope de 3.09 metros, y un fuerte remate el cual hacia muy temido su ataque ante todo rival. Obtuvo el premio a la Mejor Defensa del mundial Checoslovaquia 1986.
Una lesión en partidos de preparación para el sudamericano del Cuzco (donde se tiene entendido se retiraría del voleibol) hace que se retire del seleccionado nacional.

## Clubes
| Club                             | País   | Año         |
| -------------------------------- | ------ | ----------- |
| Universidad San Martin de Porres | Perú   | 1982 - 1986 |
| Yoghi Ancona                     | Italia | 1986 - 1992 |
| Universidad San Martin de Porres | Perú   | 1988 - 1989 |
| Alianza Lima                     | Perú   | 1992 - 1993 |
| Florens Castellana Grotte        | Italia | 1993 - 1994 |
| Deportivo Wanka                  | Perú   | 1994 - 1995 |